# Ajuda (Lisboa)
Ajuda é uma freguesia portuguesa do município de Lisboa, pertencente à Zona Ocidental da capital, com 2,88 km² de área e 14 306 habitantes (censo de 2021). A sua densidade populacional é 4 967,4 hab./km².

## História
A freguesia da Ajuda situa-se entre a praia de Belém e a serra de Monsanto. Era um local pouco propício à agricultura. Conta a lenda que um pastor, passando no local teve uma aparição da Virgem. A notícia espalhou-se rapidamente, e logo vieram crentes que aí se instalaram. Foi construída a Ermida de Nossa Senhora da Ajuda para adoração da Virgem, o que levou também à construção de casas e barracas.
O pequeno santuário depressa deu lugar a uma igreja maior. O número de peregrinos crescia todos os anos, mesmo os mais altos membro da sociedade prestavam devoção à Nossa Senhora da Ajuda. Exemplo disso era D. Catarina, mulher de D. João III. A nobreza tentava fixar-se no local para melhor prestar culto à Virgem, tornando a Ajuda numa zona de habitação gente abastada.
A freguesia foi instituída em 1551.

### Sismo de 1755
O sismo de 1755 fez muitas vítimas em toda a cidade e destruiu muitos edifícios. A Ajuda não escapou à fúria da natureza e muito do seu património desapareceu. Entre esses edifícios está o Convento de Nossa Senhora da Boa Hora; porém foi reconstruído, em 1756 pelos frades Agostinhos, persistindo até aos dias de hoje. A família real também foi afetada pela catástrofe. Esta foi forçada a abandonar o Palácio da Ribeira e a instalar-se, com a sua corte, na Quinta de Cima na Ajuda, ficando alojados numa estrutura provisória de madeira conhecida como a Real Barraca. A insegurança que o terramoto deu à população ribeirinha fez-se notar pelo aumento de população no local; passou de 1059 para 4748 habitantes.

### Freguesia
Em 1762, a Ajuda passou a fazer parte do concelho de Lisboa, deixando desta forma de ser uma localidade suburbana. A freguesia era na altura um aglomerado de casas, quintas, pedreiras, fornos de cal e moinhos. Em 1768, o Marquês de Pombal instalou, na Horta da Quinta de Cima, o Jardim Botânico. Foi também por volta dessa altura, entre 1766 e 1787, que Pina Manique mandou construir o Cemitério da Ajuda, onde eram enterrados os criados da Casa Real. A Real Barraca que outrora tinha sido a residência da família real foi substituída por um enorme palácio - o Palácio Nacional da Ajuda. As obras tiveram início em 1795, mas tiveram de ser interrompidas devido às Invasões francesas, que obrigaram a família real a fugir para o Brasil. Foi terminado em meados do século XIX, tendo sido a residência do rei D. Carlos.
À semelhança de outras freguesias de Lisboa, também a Ajuda fez parte, entre 1852 e 1885, do concelho de Belém tendo depois sido reinserido em Lisboa. Atualmente a Ajuda tem vindo a perder população devido à crescente tendência da população se deslocar para a periferia da capital. A freguesia tem um património rico e variado fruto das muitas gerações que por lá passaram. 
A freguesia da Ajuda tem sido renovada depois de ultrapassados os anos de crise de Portugal e assim mais habitada e até mesmo classificada como o “Novo Bairro Alto” de Lisboa. Melhorias constante na habitação e espaço público tal como nos  serviços prestados à população levam a classificar esta freguesia, juntamente com a de Belém, a nova grande zona premium da capital portuguesa.

## Demografia
A população registada nos censos foi:
Nota: Nos anos de 1864 e 1878 pertencia ao concelho de Belém, que foi extinto por lei de 18/07/1885. Os seus limites atuais foram fixados pelo decreto-lei nº 56/2012, de 8 de novembro.
| Ano  | 0-14 Anos | 15-24 Anos | 25-64 Anos | > 65 Anos |
| 2001 | 1984      | 2269       | 9123       | 4582      |
| 2011 | 1840      | 1394       | 7749       | 4601      |
| 2021 | 1796      | 1268       | 7323       | 3919      |

## Património
- Palácio Nacional da Ajuda ou Paço da Ajuda
- Igreja da Memória ou Igreja de Nossa Senhora do Livramento e de São José
- Miradouro dos Moinhos de Santana
- Convento de Nossa Senhora da Boa Hora
- Conjunto dos Fornos de El-Rei
- Paço Velho
- Torre da Ajuda
- Vila Pedro Teixeira
- Ermida de Nosso Senhor do Cruzeiro ou Capela de Nosso Senhor do Cruzeiro
- Jardim das Damas
- Jardim Botânico
- Monumento a D. Carlos I
- Casa do desfeito
- Casa de salazar

## Arruamentos

Ajustes, ocorridos em 2012, aos limites da freguesia da Ajuda.

A freguesia da Ajuda foi uma das mantidas aquando da reorganização administrativa da cidade de Lisboa, sofrendo apenas pequenos ajustes nos limites com as freguesias vizinhas, dos quais resultou um pequeno ganho territorial.
A freguesia contém 193 arruamentos. São eles:
- Alameda dos Pinheiros
- Avenida da Universidade Técnica
- Avenida das Descobertas[nota 1]
- Avenida Dr. Mário Moutinho[nota 1]
- Avenida Helen Keller[nota 1]
- Beco da Ferrugenta
- Beco de João Alves
- Beco do Viçoso
- Beco do Xadrez
- Beco dos Galegos
- Calçada da Ajuda[nota 1]
- Calçada da Boa-Hora[nota 2]
- Calçada da Memória[nota 1]
- Calçada do Galvão[nota 1]
- Calçada do Mirante à Ajuda
- Calçada Ernesto Silva
- Escadinhas do Mirador
- Estrada da Cruz[nota 1]
- Estrada de Caselas[nota 1]
- Estrada de Pedro Teixeira
- Estrada de Queluz[nota 3]
- Estrada dos Marcos
- Largo da Ajuda
- Largo da Boa-Hora à Ajuda
- Largo da Memória
- Largo da Paz
- Largo da Torre
- Largo do Cantinho
- Largo do Casal do Gil
- Largo do Rio Seco[nota 4]
- Largo dos Marcos
- Largo Dr. José Reis Júnior
- Largo Ocidental
- Parada General Afonso Botelho
- Pátio do Seabra
- Praça do Caramão
- Praça Tenente Evangelista Rodrigues
- Rotunda Manuel Tainha
- Rua Alexandre de Sá Pinto[nota 1]
- Rua Alexandre Vieira
- Rua Alfredo da Silva
- Rua Aliança Operária[nota 4]
- Rua Almerindo Lessa
- Rua António Simões Lopes
- Rua Armando de Lucena
- Rua Augusto Gomes Ferreira
- Rua Brotero
- Rua Cabo Floriano de Morais
- Rua Cabo Manuel Leitão
- Rua Carlos Ferrão
- Rua Catorze (Bairro do Alto da Ajuda)
- Rua Centro dos Trabalhadores do Alto da Ajuda
- Rua César Nogueira
- Rua Cinco (Bairro do Alto da Ajuda)
- Rua Ciríaco de Cardoso
- Rua Clube Atlético e Recreativo do Caramão
- Rua Comandante Assis Camilo
- Rua Comandante Freitas da Silva
- Rua Comandante Nunes da Silva
- Rua Coronel Pereira da Silva
- Rua Cristóvão Rodrigues Acenheiro
- Rua da Bica do Marquês
- Rua da Correnteza[nota 1]
- Rua da Guarda Nacional Republicana
- Rua da Paz
- Rua da Preta Constança
- Rua da Quinta do Almargem[nota 2]
- Rua da Torre
- Rua das Açucenas
- Rua das Amoreiras à Ajuda[nota 1]
- Rua das Chaminés d'El-Rei
- Rua das Mercês
- Rua de Diogo Cão[nota 4]
- Rua de Dom Vasco
- Rua de Nossa Senhora da Ajuda
- Rua Dez (Bairro do Alto da Ajuda)
- Rua Dezanove (Bairro do Alto da Ajuda)
- Rua Dezasseis (Bairro do Alto da Ajuda)
- Rua Dezassete (Bairro do Alto da Ajuda)
- Rua Dezoito (Bairro do Alto da Ajuda)
- Rua do Casalinho da Ajuda
- Rua do Cruzeiro[nota 4]
- Rua do Guarda-Jóias
- Rua do Jardim Botânico[nota 1]
- Rua do Laranjal
- Rua do Machado
- Rua do Meio à Ajuda
- Rua do Mirador
- Rua do Rio Seco
- Rua do Sítio ao Casalinho da Ajuda[nota 4]
- Rua Dois (Bairro do Alto da Ajuda)
- Rua Dom João de Castro[nota 4]
- Rua dos Archeiros
- Rua dos Cravos de Abril
- Rua dos Marcos
- Rua dos Quartéis
- Rua dos Vaga Lumes
- Rua Doze (Bairro do Alto da Ajuda)
- Rua Dr. António Ribeiro dos Santos[nota 1]
- Rua Dr. Rodrigo de Sousa
- Rua Eduardo Bairrada
- Rua Fonseca Benevides
- Rua Francisco Sousa Tavares[nota 1]
- Rua Frei Bartolomeu dos Mártires[nota 4]
- Rua General João de Almeida[nota 1]
- Rua General José Paulo Fernandes
- Rua General Massano de Amorim
- Rua Giovanni Antinori
- Rua Guarda José de Oliveira
- Rua Hermínia Silva[nota 1]
- Rua Hermínio Flora Bento
- Rua Horta e Silva
- Rua Ildefonso Borges
- Rua Irene Isidro
- Rua João de Castilho
- Rua João dos Santos
- Rua João Linhares Barbosa
- Rua Joaquim Fiadeiro
- Rua Jorge Brum do Canto
- Rua José Luís Garcia Rodrigues
- Rua José Magro
- Rua José Maria Preto[nota 1]
- Rua José Osório de Oliveira
- Rua José Pinto Bastos
- Rua Maria Teresa de Noronha
- Rua Nova do Calhariz
- Rua Oito (Bairro do Alto da Ajuda)
- Rua Oito (Bairro do Caramão da Ajuda)
- Rua Onze (Bairro do Alto da Ajuda)
- Rua Orlando Gonçalves
- Rua Pedro Augusto Franco
- Rua Pinto Quartin
- Rua Prof. Cid dos Santos
- Rua Quatro (Bairro do Alto da Ajuda)
- Rua Quinze (Bairro do Alto da Ajuda)
- Rua Rainha da Ilha das Cobras
- Rua Rainha do Congo
- Rua Raúl Proença
- Rua Roy Campbell
- Rua Rui de Pina
- Rua Sá Nogueira
- Rua Sargento Alves Lopes
- Rua Sargento Jácome Moreira
- Rua Seis (Bairro do Alto da Ajuda)
- Rua Silva Porto
- Rua Soldado António da Costa
- Rua Sub-Chefe João Teodoro
- Rua Treze (Bairro do Alto da Ajuda)
- Rua Trinta (Bairro do Alto da Ajuda)
- Rua Vinte (Bairro do Alto da Ajuda)
- Rua Vinte e Cinco (Bairro do Alto da Ajuda)
- Rua Vinte e Dois (Bairro do Alto da Ajuda)
- Rua Vinte e Nove (Bairro do Alto da Ajuda)
- Rua Vinte e Oito (Bairro do Alto da Ajuda)
- Rua Vinte e Quatro (Bairro do Alto da Ajuda)
- Rua Vinte e Seis (Bairro do Alto da Ajuda)
- Rua Vinte e Sete (Bairro do Alto da Ajuda)
- Rua Vinte e Três (Bairro do Alto da Ajuda)
- Rua Vinte e Um (Bairro do Alto da Ajuda)
- Rua Zacarias de Aça
- Rua 20-A do Bairro Alto da Ajuda
- Travessa da Ajuda
- Travessa da Aliança
- Travessa da Boa-Hora à Ajuda
- Travessa da Ferrugenta
- Travessa da Giesta
- Travessa da Madressilva
- Travessa da Memória[nota 1]
- Travessa da Verbena
- Travessa das Dores
- Travessa das Fiandeiras
- Travessa das Florindas
- Travessa das Verduras
- Travessa de Dom Vasco
- Travessa de João Alves
- Travessa de Paulo Martins
- Travessa de Vitorino de Freitas
- Travessa Detrás dos Quartéis
- Travessa do Alecrim
- Travessa do Armador
- Travessa do Chafariz
- Travessa do Guarda-Jóias
- Travessa do Machado
- Travessa do Mirador
- Travessa do Moinho Velho
- Travessa do Pardal
- Travessa do Rio Seco
- Travessa Dom João de Castro
- Travessa dos Fornos
- Travessa José Fernandes
- Travessa Nova de Dom Vasco
- Travessa Rui de Pina
- Travessa Silva Porto

## Transportes
A Freguesia da Ajuda é servida por linhas de autocarros e elétricos da Carris. São estas:
- Autocarros
  - 729 Algés - Bairro Padre Cruz
  - 732 Caselas - Marquês de Pombal
  - 742 Casalinho d'Ajuda - Bairro Madre Deus[8]
  - 760 Gomes Freire - Cemitério da Ajuda[9]

- Elétricos
  - 18E Cais do Sodré - Cemitério da Ajuda[10]